# Archisepsis pleuralis
Archisepsis pleuralis är en tvåvingeart som först beskrevs av Daniel William Coquillett 1904.  Archisepsis pleuralis ingår i släktet Archisepsis och familjen svängflugor. Inga underarter finns listade i Catalogue of Life.